# 1848 dans les chemins de fer
chronologie des chemins de fer
1847 dans les chemins de fer - 1848 - 1849 dans les chemins de fer

## Événements

### Février
- 26 février.  France :   Saccage des deux gares de Rouen, ainsi que des gares et voies à Valenciennes et à Pontoise dans le cadre de la Révolution française de 1848. Vraisemblablement par des individus vivant du trafic routier et souffrant de la concurrence du transport ferroviaire[1].

### Avril
- 10 avril.  France :   inauguration de la ligne de Montereau à Troyes par la compagnie du chemin de fer éponyme.

- 17 avril.  France :   inauguration de la section de ligne de Neufchâtel à Boulogne-sur-Mer par la Compagnie du chemin de fer d'Amiens à Boulogne.

### Septembre
- 1er septembre.  France :   Mise en service  de la ligne d'Arras à Dunkerque.

### Octobre
- 28 octobre.  Espagne :   inauguration du chemin de fer de Barcelone à Mataró. Première ligne de chemin de fer en Espagne (Sociedad del Camino de Hierro de Barcelona a Mataró).

### Décembre
- 20 décembre.  France :   inauguration de la section de ligne de Tours à Saumur par la Compagnie du chemin de fer de Tours à Nantes.

## Naissances
- 18 mars.  France :   Léon Francq à Maubeuge.

## Décès
- 12 août.  Royaume-Uni :   George Stephenson à Tapton House.